# Rhyacophila scissoides
Rhyacophila scissoides är en nattsländeart som beskrevs av Douglas E. Kimmins 1953. Rhyacophila scissoides ingår i släktet Rhyacophila och familjen rovnattsländor. Utöver nominatformen finns också underarten R. s. thailandica.